# Museo Arqueológico de El Pireo
El Museo Arqueológico de El Pireo es un museo de Grecia ubicado en El Pireo, perteneciente a la región del Ática. 

## Historia del museo

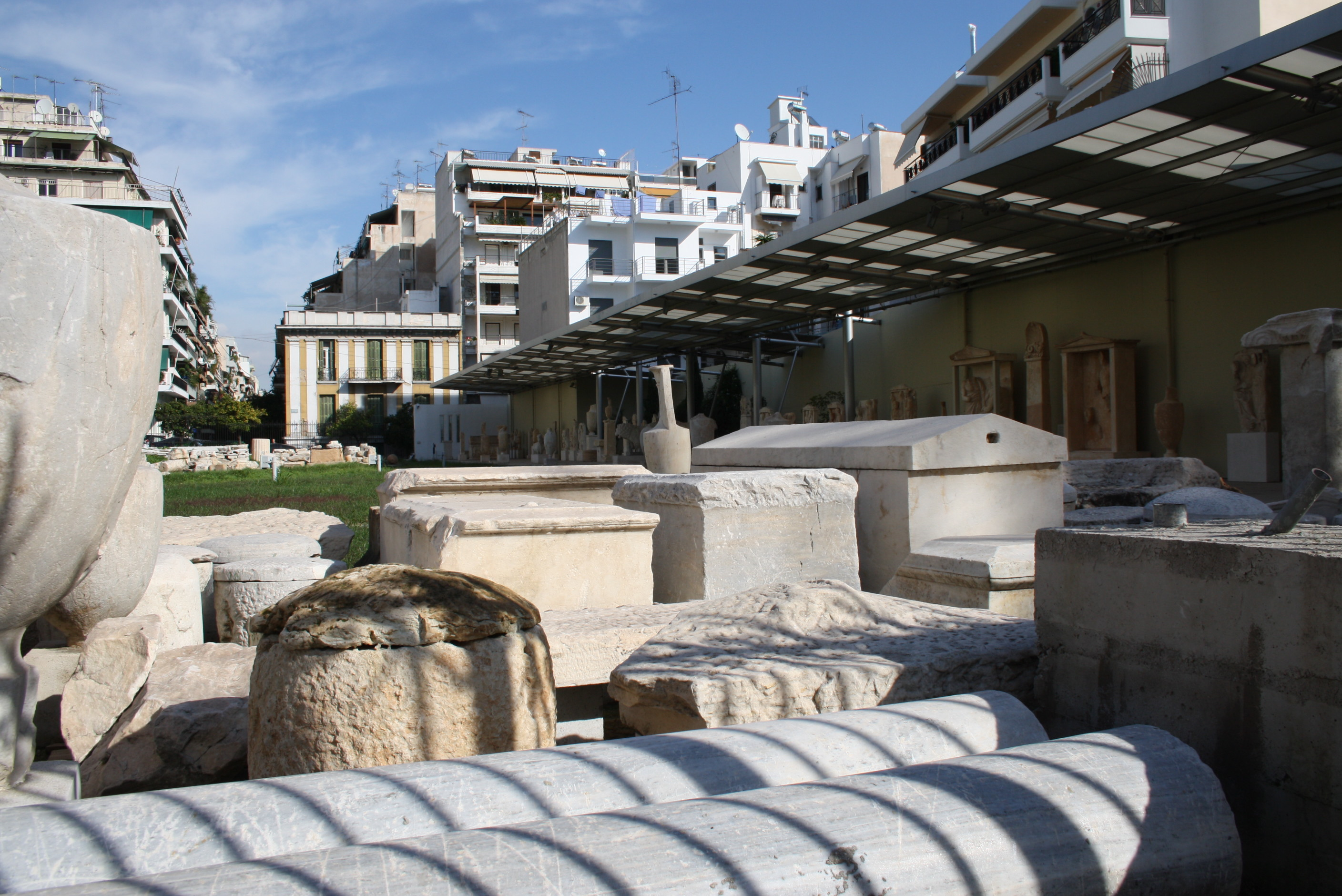
Un sector del museo

Un primer museo arqueológico fue fundado en El Pireo en 1935 junto al antiguo teatro de Zea, pero la necesidad de contar con una mayor superficie hizo que se proyectara un nuevo edificio junto al antiguo, que fue inaugurado en 1981. En 1996 se iniciaron obras para renovarlo y ampliarlo con dos nuevas salas. Sufrió algunos daños en el terremoto de 1999 que fueron reparados.

## Colecciones
El museo contiene una colección de objetos procedentes de los yacimientos arqueológicos de El Pireo, Mosjato, Várkiza, Kallithea, de algunas de las islas del golfo Sarónico y también de la isla de Citera que abarcan periodos comprendidos entre la época micénica y la época romana. También se ha enriquecido con donaciones de colecciones privadas (la colección Meletopoulos-Nomidos y la colección Geroulanos). Se expone en diez salas repartidas en los dos pisos del edificio. El museo posee talleres de mantenimiento en el sótano y una tienda situada en el edificio del antiguo museo, que se encuentra al lado del actual.
Entre los objetos más destacados se encuentran una serie de estatuas de bronce halladas en 1959 cerca de El Pireo, el monumento funerario de Kallithea y las figurillas de los santuarios de Citera y Metana (relacionados con la civilización minoica, el primero, y con la civilización micénica, el segundo). 

### Secciones temáticas
El museo se estructura en torno a diferentes secciones temáticas:
- Una de ellas está dedicada al papel de El Pireo en la Antigüedad como centro comercial y lugar de construcción naval. Aquí se hallan objetos relacionados con el comercio, que incluyen incluso una antigua inscripción de una lista de precios de varios tipos de carne, elementos procedentes de antiguos barcos y también objetos procedentes de recintos religiosos de la zona (como el santuario arcaico de Zeus en el monte Parnés y el templo de Artemisa en Muniquia) y del santuario minoico de la isla de Citera.

- Otra sección se dedica a la cerámica y la vida privada. En ella se expone la evolución de la cerámica desde el periodo micénico hasta el periodo helenístico, pequeños objetos de uso cotidiano, armas, joyas, instrumentos musicales. Destacan los objetos hallados en la llamada «tumba del poeta» encontrada en Dafni, que incluyen instrumentos musicales y placas donde escribió las canciones. Aquí también se encuentran las ofrendas votivas procedentes del santuario de Metana.

- Una sección singular la ocupan dos salas en las que se encuentran las estatuas de bronce halladas cerca de El Pireo en 1959. Dos de ellas representan a Artemisa, una de Atenea y otra, la más destacada, a Apolo. Además hay una máscara de tragedia.

- Por otra parte, la sección dedicada a la vida religiosa alberga la representación de un santuario típico de la época clásica. En esta se encuentra una estatua de Cibeles hallada en Mosjato y una serie de destacados relieves votivos.

- Otra sección está dedicada a la evolución de las estelas funerarias. En ella destacan las piezas pertenecientes a los siglos V y IV a. C. que se hallaban a lo largo del camino de los Muros Largos que discurría entre Atenas y El Pireo. A esta sección pertenece también el gran monumento funerario de Kallithea, del siglo IV a. C. y un león funerario hallado en Mosjato.

- Por último, está la sección dedicada al arte de los periodos helenístico y romano. Del periodo helenístico hay pocos hallazgos, ya que fue una época de dominio macedonio en el que El Pireo experimentó un declive. En la época romana El Pireo fue un centro de producción artesanal donde se realizaron numerosas copias de estatuas de épocas anteriores y también retratos de emperadores romanos.[3]

|                                 |
| Figurillas micénicas de Metana. |

|                                           |
| Monumento funerario hallado en Kallithea. |

|                                              |
| Apolo del Pireo, estatua de bronce de Apolo. |

|                      |
| Máscara de tragedia. |